# Simplonpas
De Simplonpas (Italiaans: Passo del Sempione) verbindt het Rhônedal in het Zwitserse kanton Wallis met het Val d'Ossola in de Italiaanse provincie Verbano-Cusio-Ossola. Over de Simplonpas loopt het traject van de H9S. Onder de pasweg loopt de 19,8 kilometer lange Simplon-spoorwegtunnel. De route werd voor het eerst veelvuldig gebruikt in de vroege middeleeuwen als handelsweg tussen Italië en Frankrijk. Napoleon liet de weg helemaal vernieuwen zodat hij er met zijn artillerie over kon. De huidige Simplonpas behoort tot de best aangelegde bergpassen van Europa, met een gemiddelde wegbreedte van 6 meter. In de winter blijft de pasweg geopend.

## Topografie
De Simplonpas vormt de laagste overgang over de hoofdkam van de Alpen tussen de Col de l'Échelle (170 kilometer naar het zuidwesten) en de Lukmanierpas (70 kilometer naar het oosten). Het is de eerste berijdbare pas ten oosten van de Grote Sint-Bernhardpas en het Monte Rosamassief. De pas vormt de grens tussen Penninische Alpen in het westen en de Lepontische Alpen in het oosten. Verder vormt de pas de waterscheiding tussen de bekkens van de Rhône in het noorden en dat van de Ticino in het zuiden.

## Routebeschrijving
Vanuit Brig in het dal van de Rhône gaat de weg sterk stijgend over beboste hellingen naar de Ganterbrücke. Onderweg wordt het dorp Berisal gepasseerd. Inmiddels heeft men nu ook uitzicht op de gletsjers van de Berner Alpen. De brede weg wordt af en toe afgeschermd door lawinegalerijen en tunnels.
Op de kale pasvlakte staat hier en daar nog een eenzaam boompje. Er staat een aantal gebouwen, waaronder het Simplon-Hospiz uit 1825. Het staat onder beheer van de monniken van Sint-Bernard. Markant is de grote stenen adelaar, gebouwd ter herinnering van de mobilisatie van het Zwitserse leger in de Tweede Wereldoorlog. Het uitzicht wordt bepaald door de Fletschhorn in het zuiden. Vanaf de pashoogte gaan veel wandelroutes het hooggebergte in, onder andere naar de nabije Kaltwassergletscher op de Monte Leone.
De afdaling voert de eerste kilometers over de kale hoogvlakte Bergalp. Iets lager dan de weg staat het eenzame Alter Spital, het bouwwerk langs de route. De weg daalt snel af, en elf kilometer na de pas wordt het eerste dorp Simplon Dorf bereikt (het gehucht Eggen niet meegerekend). Na Gabi-Gstein voert de weg door de woeste Gondokloof (Gondoschlucht) die is uitgesleten door de rivier de Diveria. Aan het einde van de kloof ligt Gondo. Dit dorp werd op vrijdag 13 oktober 2000 grotendeels verwoest door een grote lawine. Een kilometer na het plaatsje ligt de Zwitsers-Italiaanse grens. De weg versmalt iets en gaat verder door het ruige Val Divedro. Iselle ligt op 6 kilometer van de grens. Hier komt de 19,8 kilometer lange Simplontunnel weer uit het gebergte. Bij het dorp Varzo wordt gewerkt aan verbetering van het Italiaanse deel van de Simplonroute. Licht dalend bereikt de weg uiteindelijk het grote Val d'Ossola, waardoor een vierbaansweg naar Domodossola loopt.
In de zomer van 2008 is ook besloten om aan de Zwitserse kant van de Simplonpas, tussen Simplon-Dorf en Brig, de wegen aan te passen. Dat is gebeurd naar aanleiding van zes ongevallen met vrachtwagens in de zomerperiode. Door de warme temperaturen en de grote last op de remschijven hebben deze het in dit geval begeven en hebben de vrachtwagens moeten afremmen door tegen muren en andere obstakels te rijden. Deze problemen wil men in de toekomst voorkomen door middel van uitloopstroken. Dat zijn stroken langs die weg die tegen de berg op lopen, en gevuld zijn met zand en stenen. Zo kunnen vrachtwagens "relatief" veilig een noodstop maken.

## Afbeeldingen

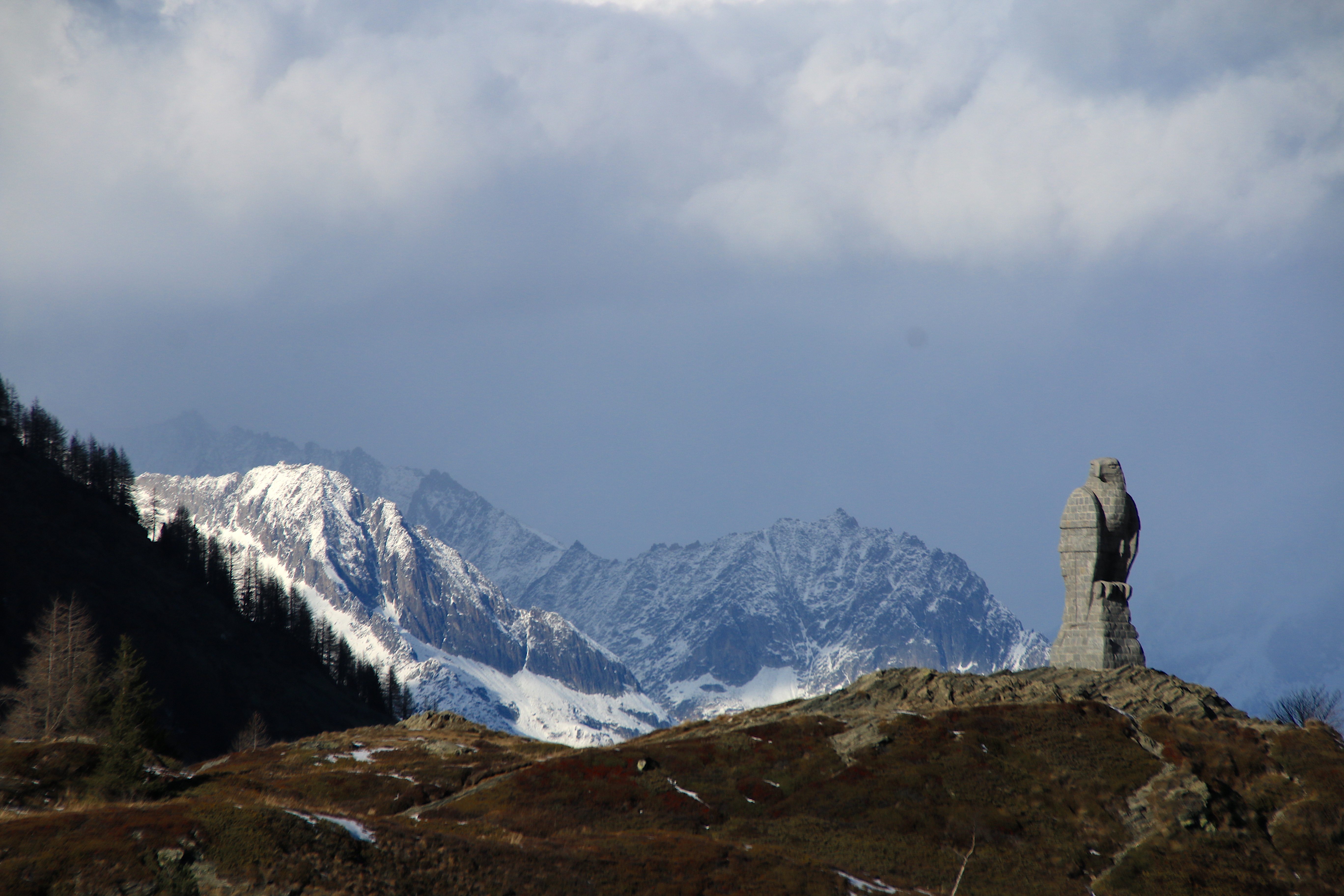
Stenen adelaar, gebouwd ter herinnering aan de mobilisatie tijdens de Tweede Wereldoorlog
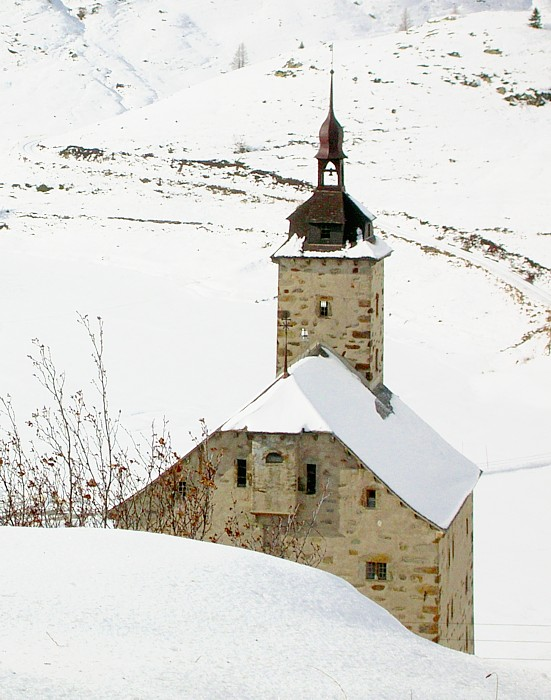
Alter Spital
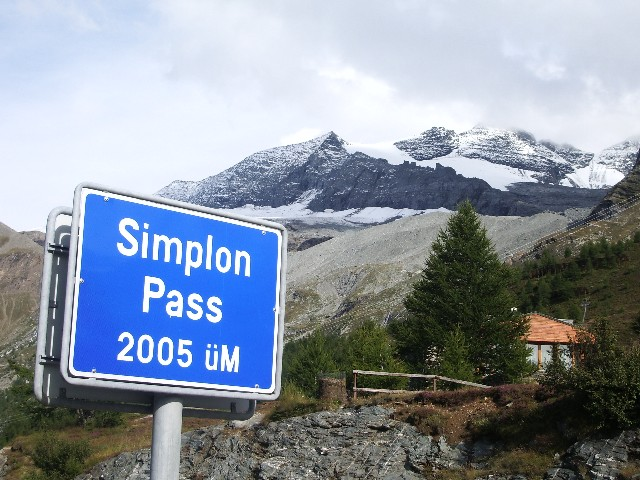
Pashoogte
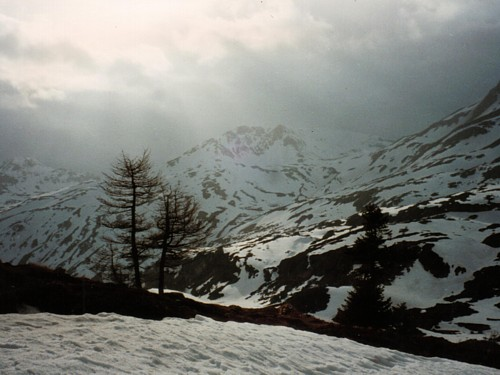
Simplonpas